# Élections générales boliviennes de 1993
Les élections générales boliviennes de 1993 ont lieu le dimanche 6 juin 1993 afin d'y élire le président et le vice-président de la République, ainsi que les 130 sièges de la Chambre des députés et les 27 sièges du Sénat. 
Étant donné qu'aucun des candidats n'a pu obtenir la majorité absolue des voix, le Congrès national est chargé de désigner le président parmi les candidats ayant obtenu les meilleurs résultats. Au cours de cet exercice, Gonzalo Sánchez de Lozada est élu président avec 97 voix du Congrès. Par le fait même, son colistier, Víctor Hugo Cárdenas, devient le premier aymara à occuper la fonction de vice-président de la République. 

## Système électoral
Le processus électoral de 1993 s'inscrit dans un cadre juridique différent de celui en place pour les élections générales de 1989. Entre-temps, le Congrès national décide en 1991 et 1992 de réformer certaines lois électorales, ceci s'est traduit par la création de tribunaux électoraux impartiaux et indépendants de l'autorité gouvernementale. Les membres des instances électorales seraient dorénavant nommés selon des mécanismes institutionnels clairs et établis et ne seraient plus affiliés à un parti politique. En vertu de la législation précédente, les membres de ces instances étaient nommés par les partis et avaient le pouvoir de recompter et d'annuler les votes de quelque bureau électoral que ce soit. 
La Loi 1246 du 5 juillet 1991 établit que quatre des membres seraient nommés par les deux tiers des membres du Congrès et le cinquième par le président de la République. Elle édicte également qu'aucune étape du processus électoral ne peut être répétée, un dépouillement des bureaux de vote serait donc définitif et il serait impossible après-coup de recompter ou d'annuler des votes. 

## Divisions électorales
Selon les règles établies depuis les élections générales de 1979, chaque département dispose d'un total de trois sénateurs. Le nombre de députés est établi par la Loi 1246 du 5 juillet 1991 et ne présente pas de changement avec la députation antérieure. 
| Département | Sénateurs | Députés |
| ----------- | --------- | ------- |
| Chuquisaca  | 3         | 13      |
| La Paz      | 3         | 28      |
| Cochabamba  | 3         | 18      |
| Oruro       | 3         | 10      |
| Potosí      | 3         | 19      |
| Tarija      | 3         | 9       |
| Santa Cruz  | 3         | 17      |
| Beni        | 3         | 9       |
| Pando       | 3         | 7       |
| Total       | 27        | 130     |

## Forces en présence
| Parti | Parti                                                                               | Idéologie              | Candidats et colistiers                              | Résultat en 1989                         |
| ----- | ----------------------------------------------------------------------------------- | ---------------------- | ---------------------------------------------------- | ---------------------------------------- |
|       | Mouvement nationaliste révolutionnaire Movimiento Nacionalista Revolucionario (MNR) | Droite                 | Gonzalo Sánchez de Lozada Víctor Hugo Cárdenas Conde | 25,65 % des voix 40 députés 9 sénateurs  |
|       | Accord patriotique (ADN / MIR) Acuerdo Patriótico                                   | Droite à centre-gauche | Hugo Banzer Suárez Óscar Zamora Medinaceli           | 47,05 % des voix 71 députés 16 sénateurs |
|       | Conscience de la patrie Conciencia de Patria                                        | Centre-gauche          | Carlos Palenque Avilés Ivo Kuljis Füchtner           | 12,25 % des voix 9 députés 2 sénateurs   |
|       | Unité civique de solidarité Unidad Cívica Solidaridad                               | Droite                 | Max Fernández Rojas Edgar Talavera Solíz             | En coalition                             |

## Résultats
Un total de quatorze partis, coalitions ou alliances se sont présentés aux élections générales de 1993. Les binômes présidentiels des partis ayant obtenu le plus de voix sont représentatifs de la faible différence idéologique qui peut les distinguer. Le binôme du Mouvement nationaliste révolutionnaire, supporté par le Mouvement révolutionnaire Túpac Katari de libération, était constitué de l'homme d'affaires néolibéral Gonzalo Sánchez de Lozada et du dirigeant et intellectuel aymara, Víctor Hugo Cárdenas. Le binôme de l'Accord patriotique était constitué de l'ex-dictateur conservateur Hugo Banzer et du guerrillero de gauche Óscar Zamora et celui du parti populiste de base sociale aymara Conscience de la patrie présentait l'homme d'affaires de Santa Cruz d'origine croate, Ivo Kuljis.  
L'élection est caractérisée par un haut nombre de candidatures et la composition du Congrès national en ressort relativement fragmentée. Le parti vainqueur est le Mouvement nationaliste révolutionnaire avec 35,6 % des voix, ce qui entraîne automatiquement un vote du Congrès parmi les meilleurs candidats afin d'élire l'équipe présidentielle. Cette procédure élective indirecte aurait été évitable si le meilleur candidat aurait obtenu une majorité absolue ou 40 % des voix avec 10 % d'écart avec le second meilleur candidat. Par rapport aux élections générales de 1989 et de 1997, un résultat de 35,6 % pour le meilleur candidat est particulièrement élevé, ceci semble avoir été occasionné notamment par le choix des deux autres partis dominants, l'ADN et le MIR, de se présenter sous une seule étiquette.     
|               |                                                                                 |                                                         |           |        |         |           |
| Parti         | Parti                                                                           | Candidat et colistier                                   | Votes     | %      | Députés | Sénateurs |
|               | MNR                                                                             | Gonzalo Sánchez de Lozada Víctor Hugo Cárdenas          | 584 958   | 35,60  | 52      | 17        |
|               | Accord patriotique (ADN / MIR)                                                  | Hugo Banzer Suárez Óscar Zamora Medinaceli              | 346 016   | 21,06  | 35      | 8         |
|               | CONDEPA                                                                         | Carlos Palenque Avilés (es) Ivo Kuljis Füchtner         | 235 117   | 14,31  | 13      | 1         |
|               | UCS                                                                             | Max Fernández Rojas Edgar Talavera Solíz                | 225 506   | 13,73  | 20      | 7         |
|               | MBL                                                                             | Antonio Araníbar Quiroga Miguel Urioste Fernández       | 88 166    | 5,37   | 7       | -         |
|               | Alliance rénovatrice bolivienne (Alianza Renovadora Boliviana)                  | Casiano Ancalle Choque Roberto Pacheco Garcia           | 30 510    | 1,86   | 1       | -         |
|               | Alternative du socialisme démocratique (Alternativa del Socialismo Democrático) | Jerjes Justiniano Talavera Pablo Ramos                  | 30 240    | 1,84   | 1       | -         |
|               | Avant-garde révolutionnaire 9 avril (es)                                        | Carlos Serrate Reich (es) Ramiro Víctor Paz Cerruto     | 21 020    | 1,28   | -       | -         |
|               | Phalange socialiste bolivienne (FSB)                                            | José Mario Serrate Paz José Gamarra Zorrilla            | 20 884    | 1,27   | -       | -         |
|               | Eje Pachakuti                                                                   | Félix Cárdenas Aguilar (es) Ramiro Barrenechea Zambrana | 17 581    | 1,07   | 1       | -         |
|               | Gauche unie (Izquierda Unida)                                                   | Ramiro Velasco Romero Lidia Flores Escobar              | 16 040    | 0,98   | -       | -         |
|               | Mouvement katariste national (Movimiento Katarista Nacional)                    | Fernando Untoja Choque (es) Tomás Ticuasi Eritaruqui    | 12 599    | 0,77   | -       | -         |
|               | Organisation sociale d'indépendants (Organización Social de Independientes)     | Óscar Bonifáz Gutiérrez Nelly Enriqueta Ulloa Mealla    | 8 084     | 0,49   | -       | -         |
|               | Mouvement fédéraliste démocratique (Movimiento Federalista Democrático)         | Carlos Valverde Barbery José Roberto Caballero Oropeza  | 6 244     | 0,38   | -       | -         |
|               |                                                                                 |                                                         |           |        |         |           |
| Votes valides | Votes valides                                                                   | Votes valides                                           | 1 647 710 | 68,68  |         |           |
| Votes blancs  | Votes blancs                                                                    | Votes blancs                                            | 37 071    | 2,14   |         |           |
| Votes nuls    | Votes nuls                                                                      | Votes nuls                                              | 46 528    | 2,69   |         |           |
| Total         | Total                                                                           | Total                                                   | 1 731 309 | 72,16  |         |           |
| Inscrits      | Inscrits                                                                        | Inscrits                                                | 2 399 197 | 100,00 |         |           |
| Abstentions   | Abstentions                                                                     | Abstentions                                             | 667 888   | 27,84  |         |           |

## Vote du Congrès
Gonzalo Sánchez de Lozada est le seul candidat lors du vote du Congrès national, après que Banzer Suárez ait décliné sa candidature en sa faveur. Sa candidature est appuyée par l'alliance entre le MNR et le MRTKL (es), en plus des partis Unité civique de solidarité et Mouvement Bolivie libre. Les autres partis se sont abstenus de voter.
| Candidat                 | Candidat                  | Parti                    | Votes | %    |
| ------------------------ | ------------------------- | ------------------------ | ----- | ---- |
|                          | Gonzalo Sánchez de Lozada | MNR – MRTKL (es)         | 97    | 100  |
| Votes blancs et nuls     | Votes blancs et nuls      | Votes blancs et nuls     | 0     | –    |
| Total                    | Total                     | Total                    | 97    | 100  |
| Inscrits / Participation | Inscrits / Participation  | Inscrits / Participation | 157   | 61,8 |